# Lois Lane
Lois Lane é uma personagem fictícia que aparece nos quadrinhos americanos publicados pela DC Comics. Criada pelo escritor Jerry Siegel e pelo artista Joe Shuster, ela apareceu pela primeira vez em Action Comics #1 (junho de 1938). Lois é uma jornalista premiada do jornal Planeta Diário de Metropolis, e o principal interesse amoroso do super-herói Superman e seu alter ego, Clark Kent. Na continuidade da DC, ela também é sua esposa e mãe de seu filho, Jon Kent, o mais novo Superboy do Universo DC.
A aparência física de Lois foi originalmente baseada em Joanne Carter, uma modelo contratada por Joe Shuster. Para sua personagem, Jerry Siegel se inspirou na interpretação da atriz Glenda Farrell do repórter fictício Torchy Blane em uma série de filmes. Siegel herdou o nome da atriz Lola Lane.
As representações do personagem variaram nos quadrinhos e outras adaptações de mídia. A versão original de Lois Lane da Era de Ouro, bem como versões dela da década de 1970 em diante, retrata Lois como uma jornalista destemida e intelectualmente igual ao Superman. Durante a Era de Prata, ela foi a estrela de Superman's Girl Friend, Lois Lane, uma revista em quadrinhos que tinha um tom leve e bem-humorado.
Lois apareceu em várias adaptações para a mídia e está entre as personagens femininas mais conhecidas dos quadrinhos. A atriz Noel Neill interpretou Lois Lane pela primeira vez no seriado cinematográfico Superman dos anos 1940 e mais tarde reprisou seu papel na série de televisão dos anos 1950 Adventures of Superman, substituindo Phyllis Coates na segunda temporada. Margot Kidder interpretou a personagem em quatro filmes do Superman nas décadas de 1970 e 1980, Kate Bosworth no filme Superman Returns de 2006 e Amy Adams no Universo Estendido DC. Teri Hatcher interpretou Lois na série de televisão dos anos 1990 Lois & Clark: As Novas Aventuras do Superman e Erica Durance na série dos anos 2000 Smallville. Elizabeth Tulloch atualmente interpreta a personagem da série de televisão Superman & Lois. Rachel Brosnahan interpretará Lois Lane no próximo filme Superman (2025).

No Brasil, até 1984, Lois Lane era adaptada como Míriam Lane nos quadrinhos brasileiros, primariamente pela EBAL.

## História e características
Lois Lane é uma repórter do jornal Planeta Diário, conhecida por sua personalidade forte. É impulsiva, sarcástica e independente, mas também tolerante e amável.
Filha do general Sam Lane, Lois perdeu a mãe ainda muito cedo, aos quatro anos, o que fez com que tivesse que cuidar de sua irmã mais nova Lucy Lane.
A atuação de Rosalind Russel em His Girl Friday (1940) serviu como modelo para a caracterização de Lois Lane nas adaptações cinematográficas e televisivas da franquia Superman.

## Biografia
- Lois fez sua primeira aparição juntamente com o personagem principal, Clark Kent (o Superman), na revista Action Comics #1, em junho de 1938. Ambos trabalhavam no Daily Star[4] de  Metropolis sob o comando George Taylor, na época, Clark Kent não era tão tímido como em suas versões mais atuais, já que ele convidou Lois para sair nessa mesma edição.[5]

- Na versão reformulada por John Byrne, o primeiro encontro entre Lois e Superman se deu na edição de reformulação em Super-Homem #38 (Nos EUA, a mini-série The Man of Steel). Lois está dentro de uma nave, que está sobrevoando Metropolis. Um avião colide com a nave e Clark, que assistia tudo em meio a multidão, salta e coloca a nave no chão. Ele usava roupas comuns, pois ainda não utilizava seus poderes em público. Lois fez um artigo especial sobre o ocorrido e batizou o salvador como Superman.

- Em 1994, tanto nas HQs quanto na série de tv Lois & Clark, Lois se torna a Sra Kent.

## Lois Lane (Terra 2)
Assim como Superman e outros personagens, Lois Lane tinha uma contraparte na dimensão da Terra 2 até a época da Crise nas Infinitas Terras. Ela era praticamente a mesma personagem que conhecemos, mas começou sua carreira de repórter no final dos anos 1930, no jornal Daily Star, cujo editor-chefe era George Taylor.
Em algum ponto dos anos 50, O Superman da Terra 2 se casou com Lois Lane. Foi mostrado que o vilão Wizard (O Bruxo) fez um feitiço que acabasse com Superman. De fato ele acabou, mas não do jeito que queria. Clark Kent simplesmente esqueceu que era Superman.
Como resultado, o outrora tímido Clark Kent se tornou um repórter mais agressivo, mais decidido em seu trabalho, quase como se suas tendências heróicas estivessem procurando um meio de se manifestar. Ele começou a destemidamente fazer reportagens desmascarando chefões do crime, e desbaratando atividades criminosas. Esta "nova" personalidade de Clark atraiu Lois, que outrora sempre o achou covarde e desprezível, e ela aceitou seu pedido de casamento.
Ela então viu que Clark não tinha memórias de seu alter-ego. Vagando por um parque, Lois achou o Wizard, agora decadente. Este lamentava que ter destruído Superman não havia melhorado em nada sua carreira criminosa, e agora se encontrava na obscuridade.
Lois o convenceu a restituir Superman, e ele o fez perante uma platéia. Superman então recobrou a memória (sendo um tanto quanto ingrato perante o homem que havia indiretamente o aproximado de Lois Lane, a mulher que ele amava. Wizard foi mandado para cadeia sem dó.)
O Superman da Terra 2 descobriu que tinha deixado de existir depois que o Antimonitor alterou a existência por manipular o Big Bang, durante Crise nas infinitas terras. Devido a presença de Superman na Aurora dos Tempos, ele continuou a existir, mas ninguém tinha lembranças dele. Ele abandonou este universo depois de destruir o Antimonitor, e foi para um local de felicidade eterna, junto com sua Lois Lane, o Alexander Luthor da Terra 3, e o Superboy Primordial. Em Crise Infinita, esta Lois e os outros retornam da dimensão paraíso, aparentemente, ela volta com o poder de fazer as pessoas relembrarem da realidade Pré-Crise. Mas seu retorno é curto; ela falece de velhice na edição 5. Seu amado, o Superman da Terra 2, morre nas mãos de Superboy Primordial na edição 7.

## Lois em outras mídias
- Lois aparece em todos os desenhos animados de Superman: O Superman de Max Fleischer, o Superman da Filmation, O Superman da Ruby Spears e o da Warner Bros.
- Alguns episódios de Super Amigos também mostraram breve participação de Lois Lane.
- Além de aparecer em Superman: The Animated Series (1996), Lois também faz participações nos desenhos Liga da Justiça e Liga da Justiça Sem Limites. Lois Lane é dublada pela atriz Dana Delany. Um dos exemplos: "Um mundo melhor" aparece a liga no futuro, onde Lane e Clark aparecem numa mesa, casados e discutindo a relação.
- Noel Neil foi a atriz que mais interpretou Lois Lane. Ela trabalhou nos seriados cinematográficos Superman e Atom Man vs. Superman.
- Phyllis Coates interpretou Lois no filme Superman and the Mole Men (1951) e na primeira temporada da série Adventures of Superman, após Coates sair da série, Noel retornou ao papel. Em 1978, ela e Kirk Alyn, que fez o Superman na série de 1948, participaram do filme estrelado por Christopher Reeve, interpretando os pais de Lois Lane.
- Lois é mencionada por Chapolin Colorado em uma esquete do personagem do programa Clube do Chaves como sua mãe.[6]
- Margot Kidder estrelou a super produção Superman (filme), de 1978, ao lado do ator Christopher Reeve. A atriz também interpretou Lois Lane nos filmes seguintes: Superman II, Superman III e Superman IV. A atriz também fez uma pequena participação em Smallville, no papel da Dra. Brigetty Crosby, assistente do Dr Virgil Swan, interpretado por Christopher Reeve, seu colega de trabalho e nosso eterno Superman.
- Entre 1993 e 1997, quem interpreta a famosa repórter do Planeta Diário é a atriz Teri Hatcher, na série de tv Lois and Clark: The New Adventures of Superman. Essa série mostrou de forma mais profunda o triângulo amoroso Clark / Lois / Superman.
- Em 2004, Lois Lane foi incluída em Smallville na (4ª Temporada), mas em uma versão diferente. No início, ela ainda não é uma repórter, mas apenas uma jovem que está tomando rumo na vida assim como seu futuro amor, Clark Kent. A atriz Erica Durance interpretou a personagem. Na 10ª temporada da série, Clark pediu Lois em casamento, Lois já sabia o segredo dele, e a Lois de Smallville então se tornou a nova Sra. Kent.
- Na produção cinematográfica Superman Returns, Lois Lane é interpretada pela atriz Kate Bosworth. Nesse filme, Lois tem um filho de Clark (Brandon Routh) e está noiva de Richard White (James Marsden).
- No filme Movie 43 é feita uma paródia dos heróis da DC Comics, onde a Lois Lane é interpretada pela atriz Uma Thurman e tenta se relacionar com o Robin.
- Em Man of Steel, uma produção dirigida por Zack Snyder, Lois Lane é interpretada por Amy Adams.
- É citada em Injustice: Gods Among Us e em injustice 2
- Em Superman (2025) será interpretada por Rachel Brosnahan.